# Кернуе
Кернуе (фр. Kernouës) насеље је и општина у Француској у региону Бретања, у департману Финистер.
По подацима из 2011. године у општини је живело 714 становника, а густина насељености је износила 91,77 становника/km².

## Демографија
| 1962. | 1968. | 1975. | 1982. | 1990. | 2011. |
| ----- | ----- | ----- | ----- | ----- | ----- |
| 531   | 536   | 624   | 611   | 621   | 714   |